# Lynchia corvina
Lynchia corvina är en tvåvingeart som beskrevs av Maa 1969. Lynchia corvina ingår i släktet Lynchia och familjen lusflugor. Inga underarter finns listade i Catalogue of Life.